# Carmen Reinhart

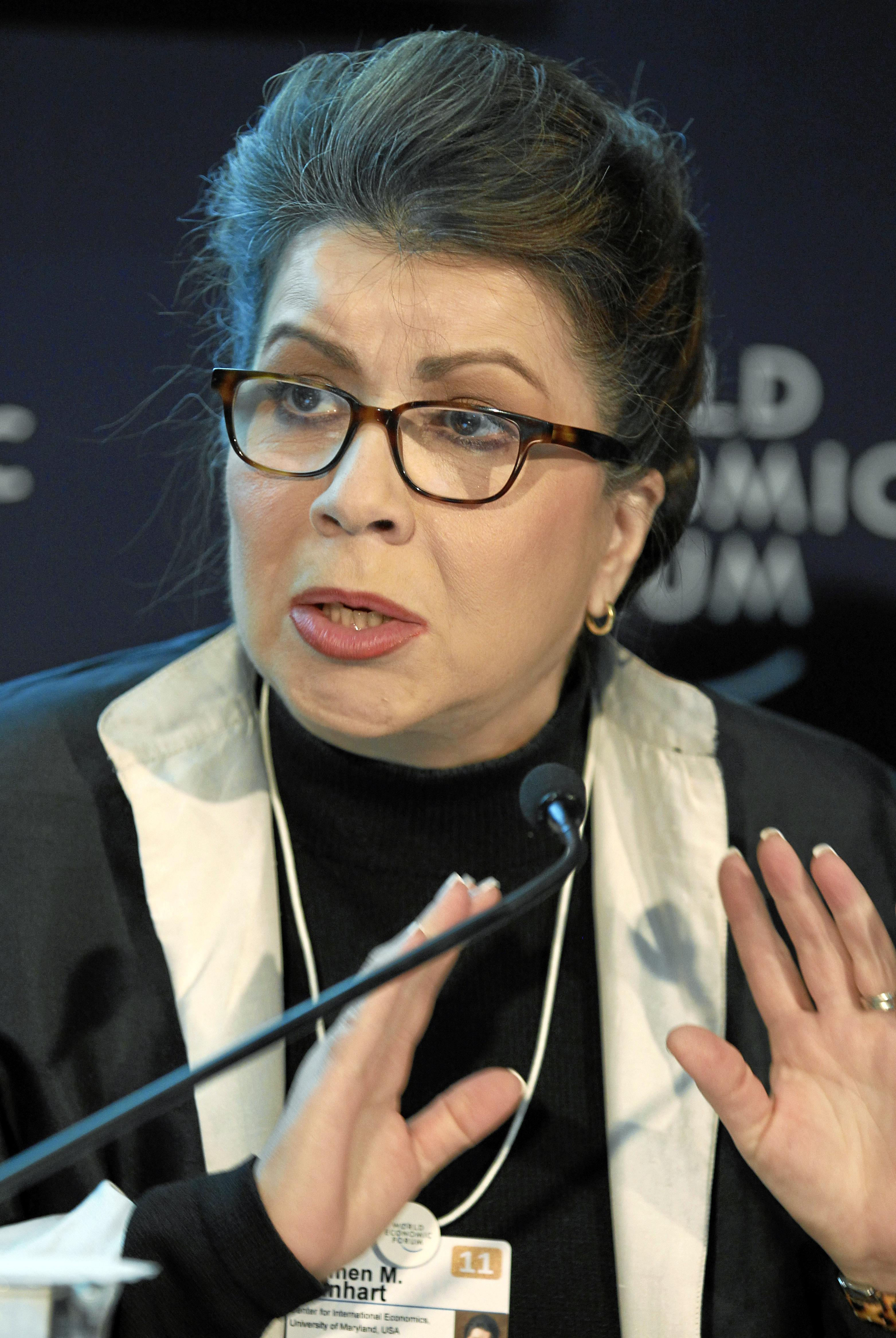
Carmen Reinhart 2011 am WEF in Davos

Carmen Maria Reinhart (* 7. Oktober 1955 in Havanna als Carmen Maria Castellanos) ist  eine US-amerikanische Wirtschaftswissenschaftlerin. Sie ist Vizepräsidentin und Chefökonomin der Weltbank.

## Leben
Reinharts Familie zog 1966 von Kuba in die Vereinigten Staaten, wo sie sich zunächst in Pasadena niederließ. Carmen Reinhart studierte an der Florida International University in Miami, machte ihren Bachelor of Arts mit summa cum laude und ging dann an die New Yorker Columbia University, wo sie neben dem Master of Arts 1980 auch 1981 als Master of Philosophy abschloss. Unter Robert Mundell graduierte sie 1988 mit der Dissertationsschrift „Real Exchange Rates, Commodity Prices, and Policy Interdependence“ als Ph.D.
Von 1982 bis 1986 arbeitete Reinhart bei Bear Stearns. 1988 ging sie als Ökonomin zum Internationalen Währungsfonds. 1996 wechselte sie als Associate Professor zur University of Maryland; dort wurde sie 2000 zur ordentlichen Professorin berufen und leitete ab 2009 als Direktorin das Center for International Economics der Hochschule. 2011 wechselte sie ans Peterson Institute for International Economics nach Washington, D.C., ein Jahr später folgte sie einem Ruf der Harvard Kennedy School (Cambridge (MA)).
Die Veröffentlichungen Reinharts thematisieren verschiedene Aspekte der Makroökonomie und Weltwirtschaft und reichen dabei von Krisen in den 1970er- und 1980er-Jahren bis zur Finanzkrise ab 2007. Sie publizierte unter anderem gemeinsam mit Guillermo Calvo oder Kenneth S. Rogoff. Mit Letzterem schrieb sie den 2009 erschienenen Bestseller This Time is Different, der mit dem Paul A. Samuelson Award ausgezeichnet wurde. Sie zählt zu den meistzitierten Ökonomen weltweit und gilt als meistzitierte Ökonomin. Für 2018 wurden ihr der König-Juan-Carlos-Preis für Wirtschaftswissenschaft, der Adam-Smith-Preis und der Bernhard-Harms-Preis zugesprochen.
Am 15. Juni 2020 wurde Reinhart zur Vizepräsidentin und Chefökonomin der Weltbank ernannt. Von der Harvard Kennedy School wurde sie dafür freigestellt. Sie ist Beirätin der Federal Reserve Bank of New York und des Internationalen Währungsfonds.
Seit 2021 zählt sie der Medienkonzern Clarivate aufgrund der Zahl ihrer Zitierungen zu den Favoriten auf einen Nobelpreis (Clarivate Citation Laureates).
Reinharts Ehemann Vincent Reinhart ist ebenfalls Ökonom; sie lernten sich in den 1970er Jahren während des Studiums kennen. Das Paar hat einen Sohn.

## Kritik
Kritik hat Reinhart vor allem durch eine Seminararbeit des damaligen Studenten Thomas Herndon erfahren. Die Excel-Berechnungen, auf denen der von Reinhart zusammen mit Kenneth S. Rogoff publizierte Aufsatz „Growth in a Time of Debt“ (2010) basierte, waren laut Herndon aus mehreren Gründen falsch. Herndon legte dies mit seinen Professoren Pollin und Ash in dem im Cambridge Journal of Economics erschienenen Artikel „Does high public debt consistently stifle economic growth? A critique of Reinhart and Rogoff“ ausführlich dar. Der Artikel, den unter anderem Paul Krugman in seiner Kolumne für die New York Times und Mark Carney zitiert haben, übte damit auch Kritik an einer strengen, aus dem RR-Papier abgeleiteten Haushaltsdisziplin. Reinhart und Rogoff korrigierten den Fehler, die im ursprünglichen Artikel festgestellte Korrelation zwischen hoher Staatsverschuldung und niedrigem Wirtschaftswachstum blieb dennoch weiter bestehen.

## Schriften
- mit Kenneth Rogoff: This Time is Different: Eight Centuries of Financial Folly. Princeton University Press, 2009. (deutsch: Dieses Mal ist alles anders: Acht Jahrhunderte Finanzkrisen. FinanzBuch Verlag, München 2010, ISBN 978-3-89879-564-7.)